# 早川大地
早川 大地（はやかわ だいち、1977年8月19日 - ）は、日本の音楽プロデューサー、ソングライター、編曲家、キーボーディスト、音楽家、実業家。

## 概要
桐朋高等学校、東京大学文学部美学芸術学専修課程卒業。東京大学大学院情報学環・学際情報学府博士課程単位取得満期退学。2004年5月、東京エスムジカのリーダーとしてデビュー。以降同ユニットおよびSweet Vacationを中心に活動。両ユニットともにほぼすべての楽曲の作詞、作曲、編曲にかかわる。東京エスムジカでは民族音楽、Sweet Vacationではハウス・ミュージックをそれぞれテーマとする。また他アーティストへの楽曲提供も行っている。株式会社バイラルワークス代表。
また、ライフハッカー日本版の編集委員も務めている。2010年よりNHKの英語音楽番組J-meloにスーパーバイザーとして出演。恋愛リズムアドベンチャー「アイ☆チュウ」の音楽プロデュースを担当。

## 来歴
- 2003年 - 瑛愛、平得美帆とともに東京エスムジカを結成。
- 2004年 - シングル「月凪」でメジャー・デビュー。以降アルバム6枚、シングル5枚を発表。
- 2007年夏 - Mayと音楽ユニット・Sweet Vacationを結成。
- 2008年 - ミニアルバム「I MISS YOU」でメジャー・デビュー。

## 楽曲提供
※東京エスムジカ・Sweet Vacationでの作品は各ユニットの項目を参照のこと。共作含む。

### Every Little Thing
- water（s）[作曲]
- スイミー [作曲]
- WONDER LAND [作曲]

### 持田香織
- まだスイミー [作曲]

### 嘉陽愛子
- Callin' 〜僕を呼ぶ声〜 [作曲]

### Sputniko!
- Crowbot Jenny [作曲]

### ちめいど
- 旅ゆく君へ [作曲]

### 中島愛
- Sunshine Girl [共作詞・作曲・編曲]

### Bro.TOM
- イミナイアイノウタ～愛がありゃオーライ～[作曲]

### ピストルバルブ
- Tube Tune [作曲]
- TREASURES 〜世界が終わっても〜 [作曲]
- 君だけなんだっ! [作曲]
- Zutto-Zutto [作曲]
- SHOUT FOR JOY [作曲]

### shela
- 夏の夜 [作曲]
- sakura [作詞・作曲]

### LOVE∞HORIC PROJECT
- SPARKLING PARTY[作曲・編曲]
- SPARKLING WINTER[作曲・編曲]
- Glamorous Sky(NANA starring MIKA)[編曲]

### アイ★チュウ
- Ars - 日下部虎彦（CV.ロア健治）、桃井恭介（CV.花倉洸幸）、鳶倉アキヲ（CV.田丸篤志）、海部子規（CV.谷地克文）、折原輝（CV.松岡禎丞）、若王子楽（CV.平川大輔）
  - 手を伸ばせ! [作曲]
  - ちょっとまってよ Give me a break! [作曲・編曲]
  - We are I★CHU! [作曲・編曲]
  - Here we go!! [作曲・編曲]
  - ベリーベリー愛しい人 [作曲・編曲]
  - ゲイジュツ戦隊アルスレンジャー [作曲]

- POP'N STAR - 華房心（CV.村瀬歩）
  - Joker Dream [作曲]
  - さよならメモリーズ [作曲・編曲]
  - ココロハレルヤ! [作曲・編曲]
  - オレンジピールと恋の味 [作曲・編曲]

- POP'N STAR - 華房心（CV.村瀬歩）、神楽坂ルナ（CV.天﨑滉平）、及川桃助（CV.山本和臣）
  - We are I★CHU! [作曲・編曲]
  - Happy Birth Day to us! [作曲・編曲]
  - 青空エスケープ [作曲・編曲]
  - 小さな革命 [作曲・編曲]

- Lancelot - 轟 一誠（CV.前野智昭）、赤羽根 双海（CV.内田雄馬）、三千院 鷹通（CV.白井悠介）
  - かっこつかないぜ? [作曲・編曲]
  - 悪くないぜ Easy days [作曲・編曲]
  - We are I★CHU! [作曲・編曲]
  - ギリギリの衝動 [作曲・編曲]
  - サディスティック ロマンティック [作曲・編曲]
  - 100万ドルのスリル [作曲・編曲]
  - グラモフォン・ノスタルジー [作曲・編曲]

- RE:BERSERK - 鮮血の帝王（ブラッディーマスター）（CV.下野紘）、死と時の番人（デスクロノス）（CV:柿原徹也）、罪人の道化師（ギルティクラウン）（CV.下妻由幸）
  - Dark Night [作曲・編曲]
  - Lady Blood [作曲・編曲]
  - We are I★CHU! [作曲・編曲]
  - スウィンギング・ハロウィン [作曲・編曲]
  - 裏切りの果実 [作曲・編曲]
  - 悪魔のオペラ [作曲・編曲]

- 天上天下 - 竜胆 椿（CV.小野友樹）、朴木十夜（CV.峰岸佳） 斑尾巽（CV：斉藤壮馬）、杜若 葵（CV.木村良平）
  - 十六夜の空 [作曲・編曲]
  - We are I★CHU! [作曲・編曲]
  - 花と散るらん [作曲・編曲]
  - 世直し忍者 [作曲・編曲]

- F∞F - 愛童星夜（CV.KENN）、湊奏多（CV.井口祐一）、御剣晃（CV.豊永利行）
  - We are I★CHU! [作曲・編曲]
  - イッちゃいそうだよ [作曲・編曲]
  - Viva! Carnival! [作曲・編曲]
  - マサラヤサマラヤ ～あなたの魔法で～ [作曲・編曲]
  - 平凡なこの日々に花束を [作曲・編曲]

- Twinkle Bell - 枢木皐月（CV.森久保祥太郎） 枢木睦月（CV.近藤隆）
  - We are I★CHU! [作曲・編曲]
  - Funk-a-beat [作曲・編曲]
  - ちゃちゃ めっちゃ I love you [作曲]
  - カンフーガール [作曲・編曲]

- IB - ノア（CV.花江夏樹）、レオン（CV.増田俊樹）、黎朝陽（CV.榎木淳弥）、ラビ（CV.中西尚也） リュカ（CV.梅原裕一郎）
  - We are I★CHU! [作曲・編曲]
  - 深海マーメイド [作曲・編曲]
  - Let's Go [作曲・編曲]

- 御剣晃（CV.豊永利行）
  - Relief [作曲]

- 轟 一誠（CV.前野智昭）
  - アウトサイダー [作曲・編曲]

- 朴木十夜（CV.峰岸佳）
  - ゆらゆらり [作曲・編曲]

- Alchemist - 夜鶴黒羽（CV.小林裕介）、麗朔空（CV.西山宏太朗）、バベル（CV.内匠靖明）
  - Never Over [作曲・編曲]
  - 電脳マトリクス [作曲・編曲]
  - 哀しい雨 [作曲・編曲]
  - We are I★CHU! [作曲・編曲]

- クマ校長（CV.大塚明夫）
  - C’est la vie [作曲・編曲]
  - 恋のマカロン [作曲・編曲]

### アイ☆チュウ ザ・ステージ
- Brand New Day[作曲・編曲]
- 気分はBoom Boom[作曲・編曲]
- Moon night diving[作曲・編曲]
- 幾千の街に雪が降る[作曲・編曲]
- キュートに笑って[作曲・編曲]
- Rose Écarlate[作曲・編曲]
- 悲しみのグロリア[作曲・編曲]
- Make a Way[作曲・編曲]

## 監修
- Real ASIA（オムニバス。ビクターエンタテインメント民族音楽コンピレーション）

## 執筆・連載
- 早川大地のEnjoy World Melody（キーボード・マガジン リットーミュージック。2006年1月号～2008年5月号連載）
- ルーマニア旅行記（『Switch』2006年3月号、スイッチ・パブリッシング）
- ライフハッカー[日本版] 編集委員
- 早川大地のgood day to dance dance revolution NYLON 2012年3月号